# Georgia Institute of Technology Women's Volleyball
Il Georgia Institute of Technology Women's Volleyball è la squadra pallavolo femminile appartenente al Georgia Institute of Technology, con sede ad Atlanta (Georgia): milita nella Atlantic Coast Conference della NCAA Division I.

## Storia
Il programma di pallavolo femminile del Georgia Institute of Technology, comunemente noto come Georgia Tech, viene istituito nel 1980 e immediatamente affiliato all'Atlantic Coast Conference, all'epoca conference appartenente all'AIAW Division I e dal 1983 alla NCAA Division I. 
Nel corso degli anni le Yellow Jackets conquistano due titoli di conference, mentre al torneo di NCAA Division I si spingono fino alle finali regionali (Elite Eight) in due occasioni, nel 2003 e nel 2021, oltre ad aggiudicarsi il National Invitational Volleyball Championship 2019.

## Palmarès
- NIVC: 1

2019

## Record
| Piazzamento          |    | Edizione                                                  |
| -------------------- | -- | --------------------------------------------------------- |
| Tornei NCAA          | 14 | Elite Eight: 2 2003, 2021                                 |
| Tornei NCAA          | 14 | Sweet Sixteen: 2 2004, 2023                               |
| Tornei NCAA          | 14 | Secondo turno: 7 1994, 1995, 1996, 2002, 2020, 2022, 2024 |
| Tornei NCAA          | 14 | Primo turno: 3 2000, 2001, 2009                           |
| Titoli di conference | 2  | Atlantic Coast Conference: 2 1995, 2002                   |

## Conference
- Atlantic Coast Conference: 1980-

## All-America

### First Team
- Kele Eveland (2003)
- Júlia Bergmann (2021)
- Mariana Brambilla (2021)

### Second Team
- Lynnette Moster (2002)
- Júlia Bergmann (2022)

### Third Team
- Lynnette Moster (2003, 2004)
- Monique Mead (2013)
- Mariana Brambilla (2020)

## Allenatori
- David Houser: 1980-1981
- Mary Ann Ingram: 1982-1983
- Terry Chambers: 1984
- Judy Sackfield: 1985-1990
- Shelton Collier: 1991-2001
- Bond Shymansky: 2002-2009
- Tonya Johnson: 2009-2013
- Michelle Collier: 2014-